# 마르꾸끄
마르꾸끄(아랍어: مرقوق)는 레반트 지역의 나라들에서 유명한 납작빵이다. 라끼끄(아랍어: رقيق), 루까끄(아랍어: رقاق), 마슈루흐(아랍어: مشروح), 슈라크(아랍어: شراك)로도 알려져 있으며, "사즈"(saj)라고 불리는 돔 모양의 볼록한 번철에 구워져 사즈빵(아랍어: خبز صاج 쿠브즈 사즈[*])으로 불리기도 한다. 지름은 60cm에 달할 만큼 크다. 살짝 반투명할 정도로 두께는 얇다. 다른 종류의 납작빵를 만드는 과정과 비슷하게, 마르꾸끄의 반죽은 매우 얇은 두께로 펴진다. 많은 근동 지방 빵집에서 이 빵을 팔며, 팔 때에는 빵을 접고 가방 안에 넣어서 판다.

## 갤러리

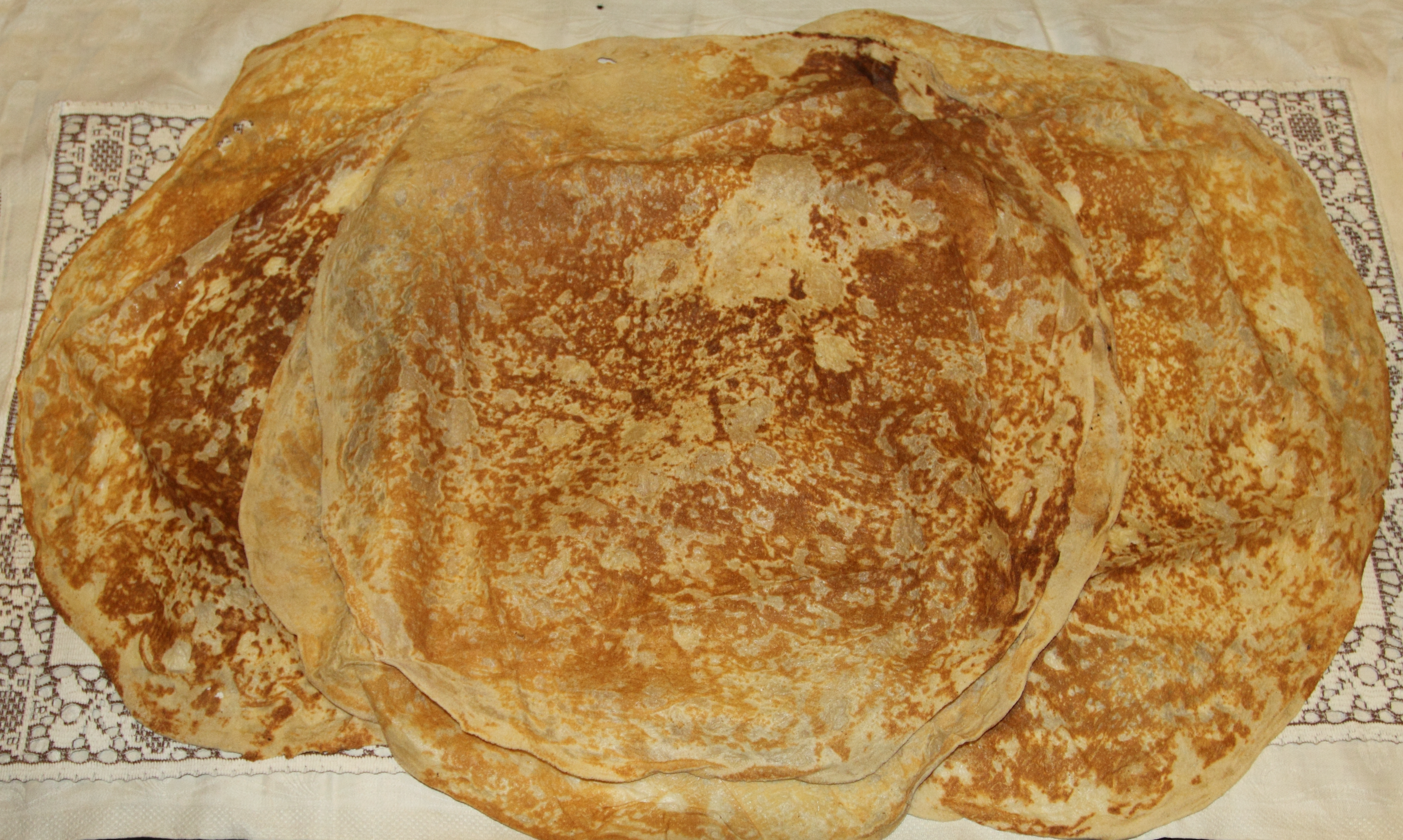
이스라엘의 마르꾸끄
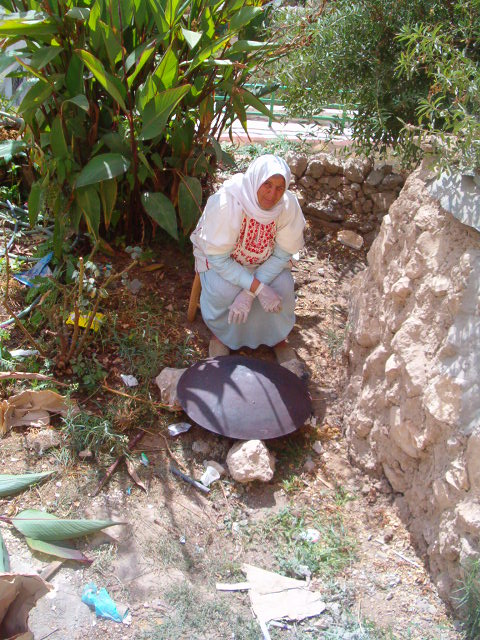
마르꾸끄를 굽고 있는 팔레스타인인 여성
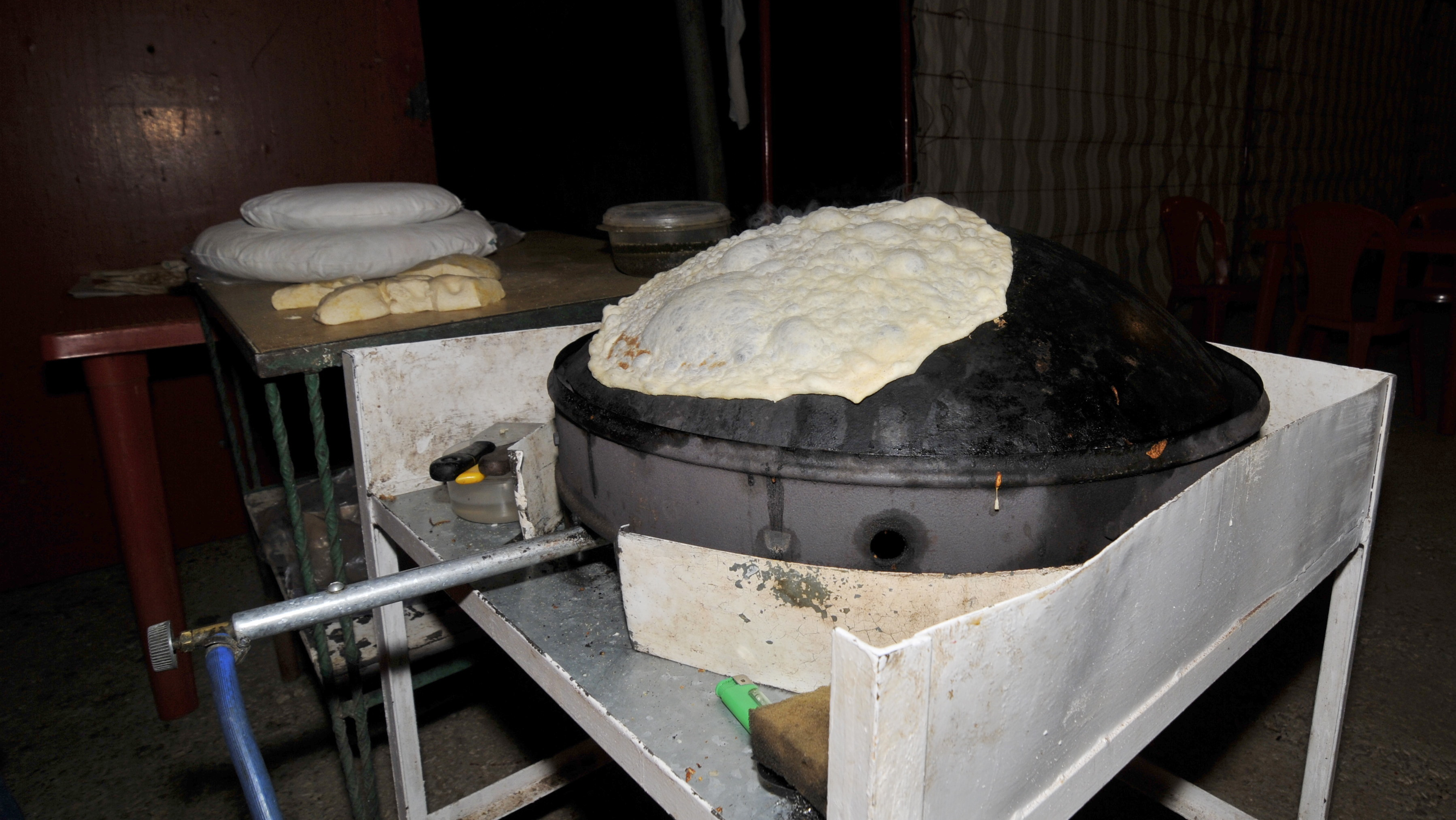
사즈에 구워지고 있는 마르꾸끄

## 같이 보기
- 납작빵
- 유프카
- 이스라엘 요리
- 차파티
- 라바시